# Union baptiste de Grande-Bretagne
L’Union baptiste de Grande-Bretagne (anglais : Baptist Union of Great Britain) est une association chrétienne évangélique d'églises baptistes en Grande-Bretagne. Elle est affiliée à l’Alliance baptiste mondiale et à Churches Together in England. Son siège est situé à Didcot.

## Histoire

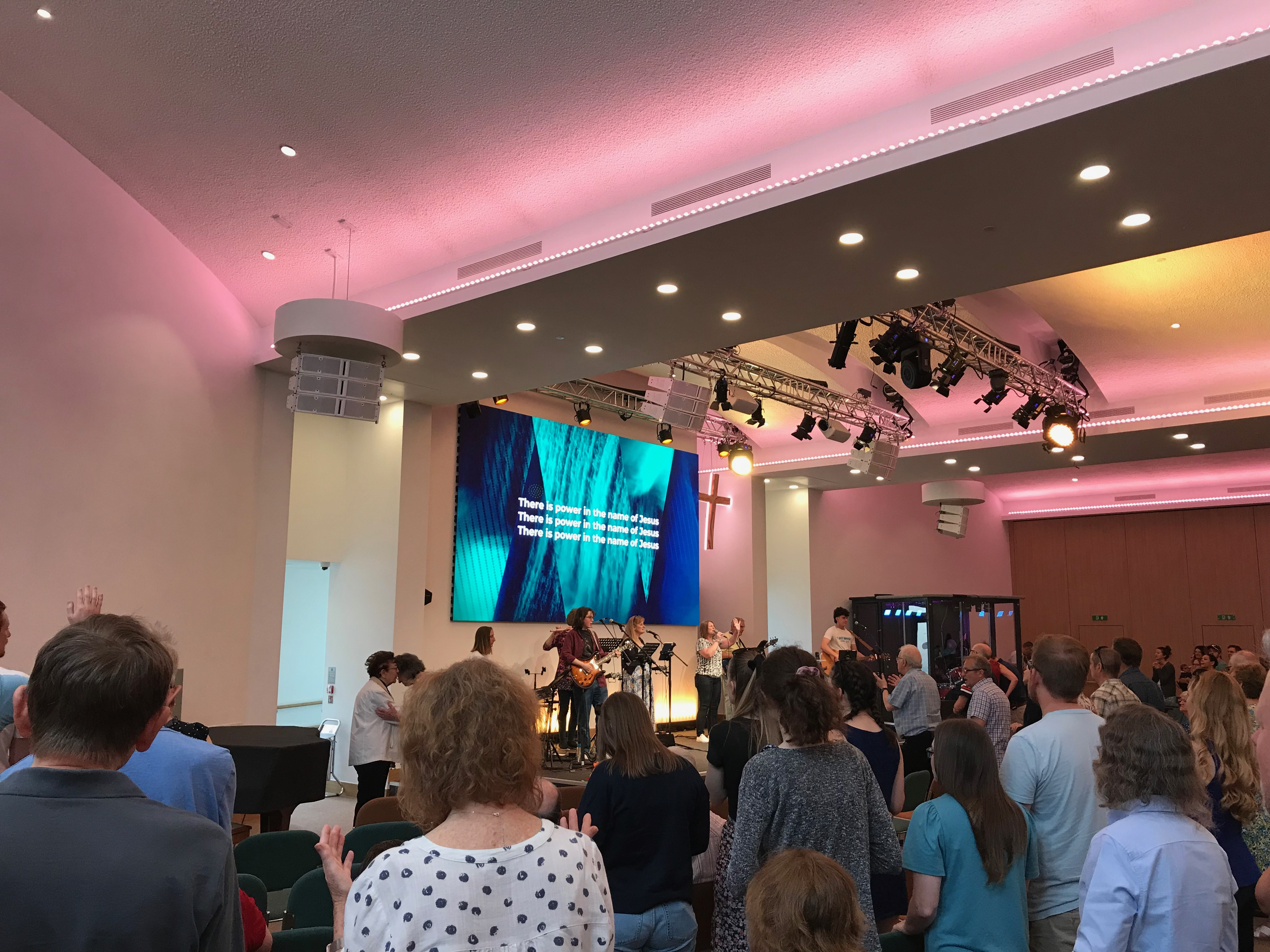
Service à l’Église baptiste de Gold Hill, près de Londres.

L’Union a été fondée par 45 églises baptistes réformées (baptistes particuliers) en 1813 à Londres . En 1832, elle a été réorganisée pour inclure l’association New Connection General Baptist (des églises baptistes générales) en tant que partenaire. En 1891, les deux associations ont fusionné pour former une seule organisation. En 1856, Charles Spurgeon, fonde le Pastors' College (renommé Spurgeon's College en 1923) à Londres pour former les pasteurs de l’union. En 1922, Edith Gates est devenue la première  femme ordonnée pasteure dans la Convention . Selon un recensement de l’association, en 2023 elle disait avoir 1,875 églises et 100,103 membres.

## Organisation missionnaire
L’Union est partenaire de Mission mondiale de BMS, une organisation missionnaire .

## Écoles

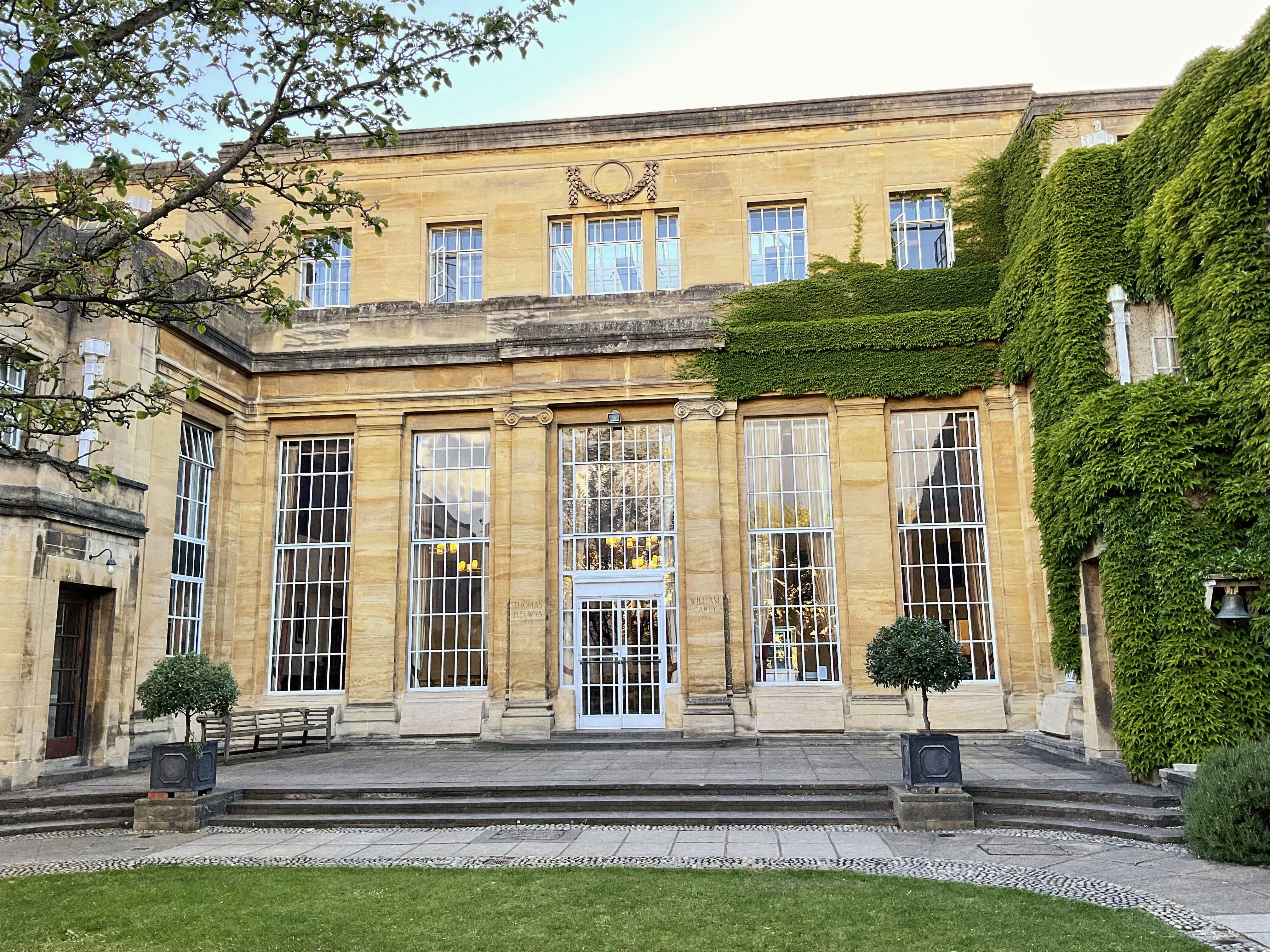
Collège Regent's Park, à Oxford.

L’Union est partenaire de 4 séminaires théologiques, soit le South Wales Baptist College, le Northern Baptist College, le Bristol Baptist College et le Spurgeon's College, et d’un collège universitaire, le Regent's Park College .

## Controverses
Le réseau Affirm a été fondé en 2000 en faveur de l'inclusion des personnes LGBTQ dans l'Union.
Une consultation de 2024 a déterminé que les règles de reconnaissance ministérielle concernant le mariage et le ministère resteront inchangées, mais que l’Union maintient la liberté de l'église locale de nommer des ministres selon ses règlements directeurs .